# Fritz Skowronnek

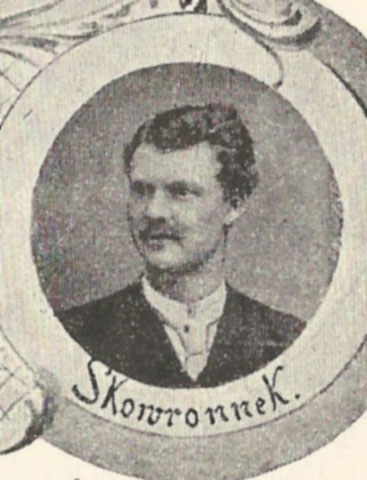
Fritz Skowronnek

Fritz Skowronnek (* 20. August 1858 im Forsthaus Schuiken bei Goldap, Ostpreußen; † 7. Juli 1939 in Oranienburg) war ein deutscher Schriftsteller. Er befasste sich mit der Landeskunde Masurens und schrieb auch unter den Pseudonymen Fritz Bernhard und Hans Windeck.

## Leben
Skowronneks „Sippe stammt aus dem Dorf Lisken bei Johannisburg“. Fritz Skowronneks jüngerer Bruder Richard Skowronnek schrieb Jagdgeschichten, Heimatromane und seine Autobiografie.
Ihr Vater Adam (1822–1916) war nicht erstgeborener Erbsohn und sollte eigentlich Evangelische Theologie studieren, fand aber zum Försterberuf.
Die Brüder wuchsen ab 1864 in Sybba (polnisch Szyba) auf und besuchten das Königliche Gymnasium Lyck. Nach dem Abitur studierte Fritz Philologie und Philosophie an der Albertus-Universität Königsberg. Als Mitglied des bald aufgelösten Akademischen naturwissenschaftlichen Vereins (1880) verkehrte er regelmäßig bei Baltia, dem Corps seines Bruders. Von 1883 bis 1889 wirkte er als Lehrer. Später zog er nach Berlin, wo er ab 1892 als Journalist und 1897/98 als Chefredakteur bei der Breslauer Morgenzeitung beschäftigt war. 1898 wurde er Dramaturg und freier Schriftsteller.
Als passionierter Fischer und Jäger war er mit Masuren und den Masuren vertraut wie kaum ein anderer. Aufgewachsen am Lycksee, untersuchte und kartographierte er als junger Mann die zahllosen Seen des Kreises Lyck für den ostpreußischen Fischerverein. Er schrieb viel über die „Bucklige Welt“, wie die Landschaft um Lyck mit ihren eiszeitlichen Hügeln und Mooren (den „schwimmenden Wiesen“) genannt wurde. Er fischte mit den Bauern und Fischern auf dem Spirdingsee, entdeckte die uralten Pfahlbauten im Malkienensee und erinnerte an die Schloßberge mit ihren Sagen und Mären. Im Alter befasste er sich intensiv mit den russischen Altgläubigen, den Philipponen.
Skowronneks 1918 erschienener Roman Der graue Stein könnte als psychologisch aufgebauter, mit Spannung vorangetriebener Kriminalroman bezeichnet werden. Gleichmäßig muss den Brüdern Fritz und Richard Nationalstolz und Standesehre innegewohnt haben. Fritz war vor allem bemüht, seiner Heimat und seinen Landsleuten die Segnungen des fortschreitenden Sozialismus zugutekommen zu lassen. Er klagte: „Masuren ist leider vielen noch so unbekannt, daß selbst ein hervorragender Schriftsteller neuerdings erklärte, in den Augen der West- und Süddeutschen bestände zwischen Sibirien und Ostpreußen kein besonderer Unterschied.“

Im Herbst 2009 hat die Kreisgemeinschaft Lyck den Grabstein auf dem Stadtfriedhof Oranienburg erneuert und um eine Steintafel ergänzt:
 
Die Grabpflege ist bis zu Skowronneks 100. Todestag im Jahre 2039 gesichert.

## Werke (Auswahl)
- Masurenblut. Geschichten und Gestalten. Vita, Berlin 1899.
- Die Jagd. Velhagen & Klasing, Bielefeld 1901. (Digitalisat)
- Mein Freund Baruch und andere Erzählungen. (Kürschners Bücherschatz Nr. 560) Hillger, Berlin/Leipzig 1907.
- Mit Büchse und Angel. Streifzüge. Janke, Berlin 1901.
- Der Erbsohn. Ein Dorfroman aus Masuren. Eckstein, Berlin 1901.
- Auf eigener Scholle. Roman. Janke, Berlin 1901.
- Das Kribbeln im Halse und andere Geschichten. Duncker, Berlin 1909.
- Der Angelsport. Hillger, Berlin/Leipzig 1909. (Digitalisat)
- Das deutsche Weidwerk.Hillger, Berlin 1910. (Digitalisat)
- Halali. Bunte Bilder aus Waidwerk und Fischwaid. Duncker, Berlin 1910.
- Der Hungerbauer. Ein Dorfroman aus Masuren. Hillger, Berlin 1911.
- Seelenleben der Tiere. Hillger, Berlin 1911.
- Jagdgeschichten. Hillger, Berlin 1911.
- Die Zeitung des Waldes und andere Jagdgeschichten. Hillger, Berlin 1912.
- Die Verlobung beim Bärenfang und andere humoristische Erzählungen. Janke, Berlin 1913.
- Josepha und andere Erzählungen. Hillger, Berlin 1913.
- Rittergut Hohensalchow. Gutsroman. Janke, Berlin 1914.
- Die braune Sascha und andere masurische Dorferzählungen. Hillger, Berlin 1915.
- Aus Masurens Wäldern. Hillger, Berlin 1915.
- Der Mann von Eisen. Roman aus Ostpreußens Schreckenstagen. Janke, Berlin 1915. (Digitalisat). Neuausgabe Hofenberg, Berlin 2017, ISBN 978-3-7437-0517-3.
- Der Wagehals. Roman. Duncker, Berlin 1915. Neuedition tredition, Hamburg 2012. ISBN 978-3-8472-3782-2
- Die Bestrafung Serbiens. Schilderungen aus dem Weltkriege 1914-16. Meidinger, Berlin 1916.
- U-Deutschlands Fahrt. Janke, Berlin 1916. (Digitalisat)
- Der Hecht im Karpfenteich. Ein lustiger Roman aus Masuren. Janke, Berlin 1916.
- Herd und Schwert. Ein Roman aus Ostpreußen. Janke, Berlin 1916. (Digitalisat). Neuausgabe Hofenberg, Berlin 2021, ISBN 978-3-7437-4159-1.
- Die Pension des Glücks. Roman. Hillger, Berlin 1916.
- Das sinkende Schiff. Roman aus der Ostmark. Hillger, Berlin 1916.
- Hindenburg, der Befreier des deutschen Ostens. Nach amtl. Quellen, persönl. Erlebnissen u. eigenen Eindrücken geschildert. Meidinger, Berlin 1916.
- Ein seltsames Mädel. Roman. Weber, Heilbronn 1917.
- Der Muckerpfaff. Roman. Janke, Berlin 1918.
- Ein ehrlicher Lump. Roman. Phönix, Breslau/Kattowitz/Berlin 1918.
- Der Polenflüchtling. Ein Roman aus dem Osten. 1918.
- Der graue Stein. Ein Roman aus Masuren. Herz, Berlin 1918.
- Das schleichende Gift. Masuren-Roman. Enoch, Hamburg/Leipzig 1919.
- Pan Kaminsky. Roman. Janke, Berlin 1919.
- Die Lore auf dem Dach. Roman. Enoch, Hamburg/Leipzig 1919.
- Heimatfeuer. Roman. Enoch, Hamburg/Leipzig 1920.
- Das Vermächtnis. Ein polnischer Gutsroman. Knoblauch, Berlin 1920.
- Der Dämon von Kolno. Ein Grenzroman. Knoblauch, Berlin 1921.
- Dies irae. Ein ostpreußischer Zukunftsroman. Neudeutsche Verlags- und Treuhandgesellschaft, Berlin 1922.
- Der Musterknabe. Ein Roman aus Masuren. Janke, Berlin 1924.
- Lebensgeschichte eines Ostpreußen. Autobiografie. Koehler & Amelang, Leipzig 1925.
- Lederstrumpfs Freunde. Eine Erzählung für reifere Knaben. Meidinger, Berlin 1928.
- Romane der Heimat. 8 Bände. Ullstein, Berlin 1928.
- Romane. 10 Bände. Wodni, Lindecke & Ködel, Dresden 1928.